# Mitreni
Mitreni – wieś w Rumunii, w okręgu Călărași, w gminie Mitreni. W 2011 roku liczyła 1498 mieszkańców.